# ATwin
Het opensource aTwin is een TetriNET- en TetriFast-client voor Windows waarmee Tetris kan gespeeld worden. De chatfunctie is vergelijkbaar met ChatZilla.

## Functies
- TetriNET- en TetriFast-ondersteuning
- TSpec ondersteuning
- Thema's (compatibel met TetriNet 1.13)
- Gemakkelijk van thema wisselen
- Tetrinet-opnames (playback en opnemen)
- Logboeken
- Sneltoetsen
- Accounts
- Query-ondersteuning (privéchat)
- Statistieken